# Aulus Gessi
Aulus Gessi (llatí: Aulus Gessius) fou un magistrat d'Esmirna, conegut només per les monedes. Fou el cap dels magistrats de la ciutat vers el final del regnat de Claudi i el començament del regnat de Neró. Les monedes porten a un costat les cares de Claudi i Agripina Menor (dona de Claudi i mare de Neró) i a l'altre costat Nèmesis amb la inscripció A. ΓΕΣΣΙΟΣ ΦΙΛΩΠΑΤΡΙΣ 'A[ulos] Gessios Filopatris'. Aquesta moneda segurament fou emesa per commemorar el matrimoni de Claudi i Agripina.